# Danmarkfjord
De Danmarkfjord is een fjord in het Nationaal park Noordoost-Groenland in het noordoosten van Groenland.

## Geografie
De fjord is zuidwest-noordoost georiënteerd en heeft een lengte van meer dan 200 kilometer. De breedte van de fjord neemt als een trechter richting het zuidwesten af. In het noordoosten mondt de fjord uit in de Independencefjord.
Ten zuidoosten van de fjord ligt het Kroonprins Christiaanland en in het noordwesten het Mylius-Erichsenland.
In het noordoostelijk deel van de fjord bevindt zich aan de zuidoostzijde een inham die uitkomt bij de Marsk Stiggletsjer.